# ゴーン・フィッシン'
『ゴーン・フィッシン'』（Gone Fishin'）は、1997年のアメリカ映画。コメディ映画。ハリウッド・ピクチャーズ配給。上映時間95分。
『リーサル・ウェポン』シリーズのジョー・ペシとダニー・グローヴァーが再び共演したコメディ映画。

## あらすじ
幼馴染の二人、ジョー（ジョー・ペシ）とガス（ダニー・グローヴァー）はバカが付くほどの釣りが大好き。釣り大会に参加するためフロリダへ旅立つ二人だったが、道中、偶然レストランで知り合った男に自動車を盗まれてしまう。実はこの人物、連続殺人でFBIに指名手配されているデッカーという男だったのだ。残ったトレーラーに乗ったボートを押しながら釣り大会会場を目指す二人は次々とトラブルに巻き込まれ…。

## スタッフ
- 監督 - クリストファー・ケイン
- 製作総指揮 - ジル・マザースキー
- 製作 - ジュリー・バーグマン・センダー、ロジャー・バーンバウム
- 脚本 - ジル・マザースキー、ジェフリー・エイブラムス
- 音楽 - ランディ・エデルマン
- 撮影 - ディーン・セムラー

## キャスト
※括弧内は日本語吹き替え
- ジョー・ウォーターズ  - ジョー・ペシ（青野武）
- ガス・グリーン - ダニー・グローヴァー（坂口芳貞）
- リタ - ロザンナ・アークエット（日野由利加）
- アンジー - リン・ウィットフィールド（叶木翔子）
- ビリー“キャッチ”プーラー - ウィリー・ネルソン（岡部政明）
- デッカー・マッシー - ニック・ ブリンブル（千田光男）
- フィル・ビーズリー - ゲイリー・グラッブス（金尾哲夫）